# 方晓义
方晓义（1965年10月22日—），四川双流人，北京师范大学发展心理研究所所长、教授，主要从事大中小学生心理健康研究、婚姻家庭治疗等方面的研究工作。入选中华人民共和国教育部2009年度"长江学者"特聘教授。曾就读于北京师范大学。